# Verein für Leibesübungen Wolfsburg 2010-2011 (femminile)
Questa voce raccoglie le informazioni riguardanti la squadra femminile del Verein für Leibesübungen Wolfsburg nelle competizioni ufficiali della stagione 2010-2011.

## Divise e sponsor
La grafica adottata era la stessa del Wolfsburg maschile. Il main sponsor era l'azienda proprietaria della società, la casa automobilistica Volkswagen tramite l'iconico marchio VW stampato sulla parte anteriore della maglietta, mentre quello tecnico, fornitore delle tenute di gioco, era Adidas.
|  | Casa |  | Trasferta |  | Terza |

## Organigramma societario
Come da sito federazione tedesca
Area tecnica
- Allenatore: Ralf Kellermann
- Vice allenatore: Frank Pichatzek
- Vice allenatore: Britta Carlson
- Preparatore dei portieri: Fabian Lucas

## Rosa
Rosa, ruoli e numeri di maglia come da sito federazione tedesca.
| N. |                      | Ruolo | Calciatrice          |
| -- | -------------------- | ----- | -------------------- |
| 1  | Germania (bandiera)  | P     | Alisa Vetterlein     |
| 2  | Germania (bandiera)  | D     | Pia Marxkord         |
| 3  | Ungheria (bandiera)  | C     | Zsanett Jakabfi      |
| 4  | Germania (bandiera)  | D     | Lisa Eichholz        |
| 5  | Germania (bandiera)  | D     | Stephanie Ende       |
| 6  | Germania (bandiera)  | D     | Maren Tetzlaff       |
| 7  | Svizzera (bandiera)  | C     | Martina Moser        |
| 8  | Germania (bandiera)  | C     | Eve Chandraratne     |
| 9  | Germania (bandiera)  | C     | Anna Blässe          |
| 10 | Germania (bandiera)  | C     | Selina Wagner        |
| 11 | Germania (bandiera)  | C     | Melissa Thiem        |
| 11 | Norvegia (bandiera)  | C     | Leni Larsen Kaurin   |
| 12 | Finlandia (bandiera) | C     | Anna-Kaisa Rantanen  |
| 13 | Germania (bandiera)  | D     | Juliane Höfler       |
| 14 | Germania (bandiera)  | D     | Caroline Degethoff   |
| 15 | Finlandia (bandiera) | C     | Katri Nokso-Koivisto |

| N. |                          | Ruolo | Calciatrice     |
| -- | ------------------------ | ----- | --------------- |
| 16 | Nuova Zelanda (bandiera) | D     | Rebecca Smith   |
| 17 | Germania (bandiera)      | D     | Sahra Freimuth  |
| 18 | Germania (bandiera)      | C     | Ivonne Hartmann |
| 19 | Germania (bandiera)      | C     | Andrea Wilkens  |
| 20 | Germania (bandiera)      | D     | Stephanie Bunte |
| 21 | Germania (bandiera)      | C     | Nathalie Bock   |
| 22 | Germania (bandiera)      | D     | Verena Faißt    |
| 22 | Germania (bandiera)      | C     | Britta Carlson  |
| 23 | Germania (bandiera)      | C     | Navina Omilade  |
| 24 | Stati Uniti (bandiera)   | P     | Jaime Souza     |
| 25 | Germania (bandiera)      | A     | Martina Müller  |
| 27 | Ungheria (bandiera)      | P     | Melinda Szvorda |
| 28 | Norvegia (bandiera)      | A     | Melissa Wiik    |
|    | Germania (bandiera)      | D     | Sarah Fischer   |
|    | Germania (bandiera)      | D     | Selina Wagner   |

## Calciomercato

### Sessione estiva
| Acquisti | Acquisti        | Acquisti             | Acquisti   |
| R.       | Nome            | da                   | Modalità   |
| -------- | --------------- | -------------------- | ---------- |
| P        | Jaime Souza     | California Storm     | definitivo |
| P        | Melinda Szvorda | Viktória Szombathely | definitivo |
| D        | Verena Schweers | Friburgo             | definitivo |
| C        | Ivonne Hartmann | Jena                 | definitivo |
| C        | Leni Kaurin     | 1. FFC Francoforte   | definitivo |
| C        | Martina Moser   | Friburgo             | definitivo |

| Cessioni | Cessioni       | Cessioni     | Cessioni                        |
| R.       | Nome           | a            | Modalità                        |
| -------- | -------------- | ------------ | ------------------------------- |
| P        | Nadine Richter | Bad Neuenahr | definitivo                      |
| D        | Sahra Freimuth | Wolfsburg II | trasferita alla squadra riserve |
| C        | Melissa Thiem  | Wolfsburg II | trasferita alla squadra riserve |

### Sessione invernale
| Acquisti | Acquisti | Acquisti | Acquisti |
| R.       | Nome     | da       | Modalità |
| -------- | -------- | -------- | -------- |
|          |          |          |          |

| Cessioni | Cessioni     | Cessioni | Cessioni   |
| R.       | Nome         | a        | Modalità   |
| -------- | ------------ | -------- | ---------- |
| A        | Melissa Wiik | Stabæk   | definitivo |

## Risultati

### Frauen-Bundesliga

#### Girone di andata
| Arbitro: | Müller-Schmäh (Potsdam) |

|                                             |           |                                     |
| Smith 32’ Müller 55’ Kaurin 65’ Omilade 80’ | Marcatori | 30’ Pohlers 67’ Prinz 70’ Behringer |

| Arbitro: | Dietz |

|               |           |                                          |
| Uwak 22’, 67’ | Marcatori | 5’ (rig.) Omilade 13’ Müller 80’ Jakabfi |

| Arbitro: | Söder (Norimberga) |

|                                           |           |                                       |
| Müller 6’, 10’, 16’, 45’, 90’ Jakabfi 87’ | Marcatori | 33’ (aut.) Faißt 46’, 47’ Feiersinger |

| Arbitro: | Storch-Schäfer (Petersberg) |

|                               |           |                      |
| Elsig 67’ Prießen 71’ Dej 85’ | Marcatori | 50’ Moser 86’ Müller |

| Arbitro: | Kurtes (Düsseldorf) |

|                  |           |              |
| Jakabfi 23’, 74’ | Marcatori | 90’ Nagasato |

| Arbitro: | Rafalski (Baunatal) |

|                                   |           |                       |
| Freutel 20’, 52’ Weissenhofer 33’ | Marcatori | 10’ Wagner 60’ Müller |

| Arbitro: | Dietz |

|             |           |                                              |
| Jakabfi 19’ | Marcatori | 4’ Pyko 40’, 54’ Rolser 79’ Okoyino da Mbabi |

| Arbitro: | Biehl (Siesbach) |

|                         |           |           |
| Simon 70’ Petermann 85’ | Marcatori | 45’ Bunte |

| Arbitro: | Illing (Limbach-Oberfrohna) |

|                             |           |                     |
| Müller 29’, 78’ Jakabfi 43’ | Marcatori | 33’ Andō 77’ Grings |

| Wolfsburg 17 ottobre 2010, ore 14:00 CEST 10ª giornata | Wolfsburg           | 0 – 0 referto | Bayern Monaco | VfL-Stadion am Elsterweg (772 spett.)\| Arbitro: \| Kurtes (Düsseldorf) \| |
| Arbitro:                                               | Kurtes (Düsseldorf) |               |               |                                                                            |

| Arbitro: | Elsner (Duisburg) |

|          |           |                                                |
| Utes 10’ | Marcatori | 28’ Hartmann 36’ Müller 42’ Rantanen 78’ Moser |

#### Girone di ritorno
| Arbitro: | Dietz |

|                                                       |           |              |
| Behringer 4’ Landström 41’ Prinz 46’ Pohlers 83’, 89’ | Marcatori | 48’ Hartmann |

| Arbitro: | Müller-Schmäh (Potsdam) |

|                                     |           |  |
| Moser 30’ Müller 49’, 74’ Smith 90’ | Marcatori |  |

| Arbitro: | Storch-Schäfer (Petersberg) |

|  |           |                                                                    |
|  | Marcatori | 16’, 20’ Moser 31’ Omilade 55’ Bunte 59’, 71’ Müller 79’, 81’ Wiik |

| Arbitro: | Söder (Norimberga) |

|                          |           |                                          |
| Müller 17’, 40’ Wiik 74’ | Marcatori | 49’ Henseler 55’ Kasperczyk 59’ Thompson |

| Arbitro: | Illing (Limbach-Oberfrohna) |

|                                                  |           |  |
| Mittag 59’ Nagasato 75’ Bajramaj 87’ Schmidt 89’ | Marcatori |  |

| Arbitro: | Kunick (Lissa) |

|            |           |  |
| Müller 76’ | Marcatori |  |

| Arbitro: | Kurtes (Düsseldorf) |

|                  |           |                        |
| Petzelberger 73’ | Marcatori | 28’ Jakabfi 86’ Wagner |

| Arbitro: | Müller-Schmäh (Potsdam) |

|                 |           |                              |
| Wagner 10’, 47’ | Marcatori | 18’, 73’ Kulig 67’ Petermann |

| Arbitro: | Illing (Limbach-Oberfrohna) |

|               |           |            |
| Popp 25’, 50’ | Marcatori | 84’ Wagner |

| Arbitro: | Eisenhardt (Holzgerlingen) |

|                                 |           |            |
| Banecki 19’ Hartmann 63’ (aut.) | Marcatori | 16’ Müller |

| Arbitro: | Wozniak (Herne) |

|              |           |                         |
| Hartmann 29’ | Marcatori | 61’, 66’ (rig.) Schiewe |

### DFB-Pokal der Frauen
| Arbitro: | Derlin (Bad Schwartau) |

|                                                                 |           |  |
| Rösler 42’ (aut.), 68’ (aut.) Wilkens 51’ Hartmann 61’ Wiik 78’ | Marcatori |  |

| Arbitro: | Kunick (Lissa) |

|                    |           |                                |
| Laudehr 83’ (aut.) | Marcatori | 11’, 38’, 50’, 57’, 74’ Grings |

## Statistiche

### Statistiche di squadra
| Competizione         | Punti | In casa | In casa | In casa | In casa | In casa | In casa | In trasferta | In trasferta | In trasferta | In trasferta | In trasferta | In trasferta | Totale | Totale | Totale | Totale | Totale | Totale | DR |
| Competizione         | Punti | G       | V       | N       | P       | Gf      | Gs      | G            | V            | N            | P            | Gf           | Gs           | G      | V      | N      | P      | Gf     | Gs     | DR |
| -------------------- | ----- | ------- | ------- | ------- | ------- | ------- | ------- | ------------ | ------------ | ------------ | ------------ | ------------ | ------------ | ------ | ------ | ------ | ------ | ------ | ------ | -- |
| Frauen-Bundesliga    | 32    | 11      | 6       | 2       | 3       | 27      | 21      | 11           | 4            | 0            | 7            | 25           | 25           | 22     | 10     | 2      | 10     | 52     | 46     | +6 |
| DFB-Pokal der Frauen | -     | 2       | 1       | 0       | 1       | 6       | 5       | -            | -            | -            | -            | -            | -            | 2      | 1      | 0      | 1      | 6      | 5      | +1 |
| Totale               | -     | 13      | 7       | 2       | 4       | 33      | 26      | 11           | 4            | 0            | 7            | 25           | 25           | 24     | 11     | 2      | 11     | 58     | 51     | +7 |

### Andamento in campionato
| Giornata  | 1 | 2 | 3 | 4 | 5 | 6 | 7 | 8 | 9 | 10 | 11 | 12 | 13 | 14 | 15 | 16 | 17 | 18 | 19 | 20 | 21 | 22 |
| --------- | - | - | - | - | - | - | - | - | - | -- | -- | -- | -- | -- | -- | -- | -- | -- | -- | -- | -- | -- |
| Luogo     | C | T | C | T | C | T | C | T | C | C  | T  | T  | C  | T  | C  | T  | C  | T  | C  | T  | T  | C  |
| Risultato | V | V | V | P | V | P | P | P | V | N  | V  | P  | V  | V  | N  | P  | V  | V  | P  | P  | P  | P  |
| Posizione | 5 | 4 | 2 | 3 | 2 | 5 | 6 | 6 | 6 | 6  | 5  | 6  | 4  | 4  | 4  | 4  | 4  | 4  | 5  | 6  | 6  | 7  |

Legenda:

Luogo: C = Casa; T = Trasferta. Risultato: V = Vittoria; N = Pareggio; P = Sconfitta.

### Statistiche delle giocatrici
| Giocatore         | Frauen-Bundesliga | Frauen-Bundesliga | Frauen-Bundesliga | Frauen-Bundesliga | DFB-Pokal der Frauen | DFB-Pokal der Frauen | DFB-Pokal der Frauen | DFB-Pokal der Frauen | Totale   | Totale | Totale      | Totale     |
| Giocatore         | Presenze          | Reti              | Ammonizioni       | Espulsioni        | Presenze             | Reti                 | Ammonizioni          | Espulsioni           | Presenze | Reti   | Ammonizioni | Espulsioni |
| ----------------- | ----------------- | ----------------- | ----------------- | ----------------- | -------------------- | -------------------- | -------------------- | -------------------- | -------- | ------ | ----------- | ---------- |
| A. Blässe         | 17                | 0                 | 0                 | 0                 | 2                    | 0                    | 0                    | 0                    | 19       | 0      | 0           | 0          |
| N. Bock           | 14                | 0                 | 0                 | 0                 | 1                    | 0                    | 0                    | 0                    | 15       | 0      | 0           | 0          |
| S. Bunte          | 22                | 2                 | 0                 | 0                 | 1                    | 0                    | 0                    | 0                    | 23       | 2      | 0           | 0          |
| E. Chandraratne   | 18                | 0                 | 3                 | 0                 | 1                    | 0                    | 0                    | 0                    | 19       | 0      | 3           | 0          |
| C. Degethoff      | -                 | -                 | -                 | -                 | -                    | -                    | -                    | -                    | -        | -      | -           | -          |
| L. Eichholz       | -                 | -                 | -                 | -                 | -                    | -                    | -                    | -                    | -        | -      | -           | -          |
| S. Ende           | -                 | -                 | -                 | -                 | -                    | -                    | -                    | -                    | -        | -      | -           | -          |
| V. Faißt          | 16                | 0                 | 1                 | 0                 | 2                    | 0                    | 0                    | 0                    | 18       | 0      | 1           | 0          |
| S. Freimuth       | -                 | -                 | -                 | -                 | -                    | -                    | -                    | -                    | -        | -      | -           | -          |
| I. Hartmann       | 22                | 3                 | 3                 | 0                 | 2                    | 1                    | 0                    | 0                    | 24       | 4      | 3           | 0          |
| J. Höfler         | 1                 | 0                 | 0                 | 0                 | 1                    | 0                    | 0                    | 0                    | 2        | 0      | 0           | 0          |
| Z. Jakabfi        | 21                | 7                 | 2                 | 0                 | 1                    | 0                    | 1                    | 0                    | 22       | 7      | 3           | 0          |
| L. Kaurin         | 18                | 1                 | 1                 | 0                 | 0                    | 0                    | 0                    | 0                    | 18       | 1      | 1           | 0          |
| P. Marxkord       | 2                 | 0                 | 0                 | 0                 | 0                    | 0                    | 0                    | 0                    | 2        | 0      | 0           | 0          |
| M. Moser          | 18                | 5                 | 1                 | 0                 | 1                    | 0                    | 0                    | 0                    | 19       | 5      | 1           | 0          |
| M. Müller         | 22                | 20                | 3                 | 0                 | 2                    | 0                    | 0                    | 0                    | 24       | 20     | 3           | 0          |
| K. Nokso-Koivisto | -                 | -                 | -                 | -                 | -                    | -                    | -                    | -                    | -        | -      | -           | -          |
| N. Omilade        | 19                | 3                 | 0                 | 1                 | 2                    | 0                    | 0                    | 0                    | 21       | 3      | 0           | 1          |
| A-K. Rantanen     | 10                | 1                 | 0                 | 0                 | 2                    | 0                    | 0                    | 0                    | 12       | 1      | 0           | 0          |
| R. Smith          | 19                | 2                 | 0                 | 0                 | 2                    | 0                    | 0                    | 0                    | 21       | 2      | 0           | 0          |
| J. Souza          | 2                 | -2                | 1                 | 0                 | 2                    | -5                   | 0                    | 0                    | 4        | -7     | 1           | 0          |
| M. Szvorda        | -                 | -                 | -                 | -                 | -                    | -                    | -                    | -                    | -        | -      | -           | -          |
| M. Tetzlaff       | 2                 | 0                 | 0                 | 0                 | 0                    | 0                    | 0                    | 0                    | 2        | 0      | 0           | 0          |
| M. Thiem          | -                 | -                 | -                 | -                 | -                    | -                    | -                    | -                    | -        | -      | -           | -          |
| A. Vetterlein     | 20                | -44               | 0                 | 0                 | 0                    | 0                    | 0                    | 0                    | 20       | -44    | 0           | 0          |
| S. Wagner         | 15                | 5                 | 1                 | 0                 | 2                    | 0                    | 0                    | 0                    | 17       | 5      | 1           | 0          |
| M. Wiik           | 9                 | 3                 | 0                 | 0                 | 1                    | 1                    | 0                    | 0                    | 10       | 4      | 0           | 0          |
| A. Wilkens        | 16                | 0                 | 4                 | 0                 | 2                    | 1                    | 0                    | 0                    | 18       | 1      | 4           | 0          |